# Professor Layton and Pandora's Box
Professor Layton and Pandora's Box (レイトン教授と悪魔の箱, Reiton-kyōju to Akuma no Hako, literalment El professor Layton i la capsa de Pandora), anomenat Professor Layton and the Diabolical Box fora d'Europa, és el segon videojoc de la sèrie Professor Layton per a Nintendo DS. Desenvolupat per Level-5, va ser publicat el 2007 al Japó. El videojoc segueix les aventures del professor Layton i del seu aprenent Luke mentre viatgen a bord d'un tren per tal de resoldre el misteri que amaga una estranya capsa que, segons diu la llegenda, mata tots els que l'obren.

## Jugabilitat
Professor Layton and the Diabolical Box és un videojoc de trencaclosques i d'aventura gràfica. El jugador controla els moviments dels personatges, el professor Layton i el seu aprenent Luke, a les diverses localitzacions on transcorre l'acció, a diferència del videojoc predecessor, que només es desenvolupa en un únic poble. El jugador ha de completar diversos tipus de puzles (de lògica, de matemàtiques, de moure blocs...) mentre explora els diversos escenaris i resol misteris.
Al llarg del videojoc, el jugador es trobarà amb trencaclosques (puzles) que haurà de resoldre. Cada puzle té un valor en picarats, que disminueix si s'introdueix una resposta errònia. A més, hi ha pistes disponibles per ajudar a resoldre el puzle. Les respostes s'introdueixen a través de la pantalla seleccionant una opció, encerclant una zona específica o escrivint un número o lletra.
Ocasionalment, després de completar un puzle el jugador pot obtenir una recompensa, que pot ser utilitzada en un dels tres minijocs disponibles: joguines per a un hàmster que s'ha de posar en forma, peces d'una càmera o ingredients per elaborar te. A més dels 138 puzles que ofereix el joc, 33 poden ser descarregats a través de la connexió Wi-Fi de Nintendo (un de diferent per setmana, fins a 33 vegades). Tanmateix, des del maig del 2014 aquest servei ja no està operatiu.

## Argument
El Dr. Schrader, mentor del professor Layton, ha aconseguit la capsa de Pandora, un objecte que mata tots aquells que l'obren. Quan en Layton i en Luke visiten l'Schrader, el troben inconscient a terra i sense la capsa, amb un bitllet de tren com a única pista. La Flora acompanyarà el professor i en Luke a bord del luxós tren Molentary Express en un viatge per esbrinar què se n'ha fet de la capsa de Pandora.
El tren farà una primera aturada al poble de Dropstone, que celebra el seu cinquantè aniversari, on els protagonistes descobriran que la filla del fundador, morta un any abans, també havia estat interessada en la capsa. L'enemic d'en Layton, Don Paolo, segrestarà la Flora i suplantarà la seva identitat sense que ningú se n'adoni a partir de llavors. La destinació del Molentary Express és el poble de Folsense, on en Layton i companyia descobriran el misteri darrere de la capsa de Pandora.

## Recepció
Professor Layton and the Diabolical Box va sortir al mercat el 2007 al Japó, nou mesos després que el seu predecessor, The Curious Village. El setembre del 2009 va esdevenir el videojoc de Nintendo DS que es va vendre més ràpidament al Regne Unit. El videojoc va rebre bones crítiques amb puntuacions del 85% i 84% de Gamerankings i Metacritic, respectivament. El juliol del 2008 se n'havien venut 815.369 còpies al Japó. La revista oficial de Nintendo al Regne Unit va donar al videojoc una puntuació del 92%, i en va destacar l'increment del nombre de puzles, les escenes animades i el doblatge d'aquestes, tot i que remarcava que podia esdevenir lleugerament repetitiu en alguns casos. El setembre del 2009 ja se n'havien venut 1,26 milions de còpies.

## Banda sonora
Tomohito Nishiura va compondre la música del videojoc, que es va recollir en un àlbum titulat Layton Kyouju to Akuma no Hako Original Soundtrack, només al Japó.
| 1.            | «The Elysian Box Theme»                | 2:09  |
| 2.            | «In London»                            | 2:28  |
| 3.            | «Puzzles Remixed»                      | 3:33  |
| 4.            | «The Molentary Express»                | 3:24  |
| 5.            | «Suspense»                             | 3:54  |
| 6.            | «The Village of Dropstone»             | 3:32  |
| 7.            | «An Uneasy Atmosphere»                 | 2:45  |
| 8.            | «Folsense»                             | 3:12  |
| 9.            | «The Town's Past»                      | 3:25  |
| 10.           | «Time for a Break»                     | 2:34  |
| 11.           | «The Dark Forest»                      | 3:06  |
| 12.           | «Into the Depths of the Dark»          | 2:38  |
| 13.           | «Unspoken Feelings»                    | 3:07  |
| 14.           | «The Somber Castle»                    | 2:26  |
| 15.           | «The Ball»                             | 1:51  |
| 16.           | «The True Folsense»                    | 0:36  |
| 17.           | «Iris (Music Box Version)»             | 3:09  |
| 18.           | «The Elysian Box Theme (Live Version)» | 3:34  |
| 19.           | «Folsense (Live Version)»              | 5:23  |
| 20.           | «Don Paolo's Theme (Live Version)»     | 4:05  |
| 21.           | «Time for a Break (Live Version)»      | 4:24  |
| 22.           | «The Town's Past (High Quality)»       | 3:25  |
| 23.           | «The Dark Forest (High Quality)»       | 3:06  |
| 24.           | «The Somber Castle (High Quality)»     | 2:28  |
| Durada total: | Durada total:                          | 74:14 |

### Doblatge

#### Versió japonesa
- Professor Layton – Yo Oizumi
- Luke Triton – Maki Horikita
- Flora Reinhold – Mamiko Noto
- Don Paolo – Minoru Inaba
- Inspecter Chelmey – Shiro Saito
- Andrew Schrader – Rokuro Naya
- Anthony Herzen – Takao Osawa
- Katia Anderson – Suzuka Ohgo
- Sophia – Suzuka Ohgo i Yuri Tabata
- Beluga – Tetsuo Goto
- Sammy Thunder – Ken Yasuda
- Nigel – Yoshiyuki Hirai
- Babette – Salyu